# Robert Keldorfer
Robert Keldorfer (* 10. August 1901 in Wien; † 13. September 1980 in Klagenfurt) war ein österreichischer Komponist, Pianist und Dirigent.

## Leben
Robert Keldorfer war Sohn des Chordirigenten Viktor Keldorfer und bekam von diesem auch seine erste Ausbildung.
In den Jahren 1917 bis 1919 absolvierte er an der Musikakademie Wien ein Klavier-Studium bei Josef Hofmann und K. Proháska, welches er im Jahr 1929 mit der Staatsprüfung für Klavier abschloss. Daneben war er in den Jahren von 1919 bis 1925 Student an der Technischen Universität Wien.
Die Stelle des Organisten hatte Keldorfer zunächst von 1917 bis 1922 an der Pfarrkirche St. Elisabeth (Wien-Wieden) (4. Wiener Gemeindebezirk) und danach von 1922 bis 1925 an der Pfarrkirche St. Johann Evangelist (Wien) (1. Gemeindebezirk) inne. Parallel dazu war er von 1922 bis 1925 als Korrepetitor beim Schubertbund tätig.
Von 1925 bis 1930 war er Musikdirektor in Bielitz-Biala (Polen). Im Anschluss daran kehrte er nach Linz zurück und war bis 1939 Leiter am Brucknerkonservatorium. Parallel dazu war er von 1931 bis 1939 Chormeister beim MGV „Sängerbund Frohsinn“. In den Jahren 1941 bis 1966 war Keldorfer Direktor am Kärntner Landeskonservatorium.

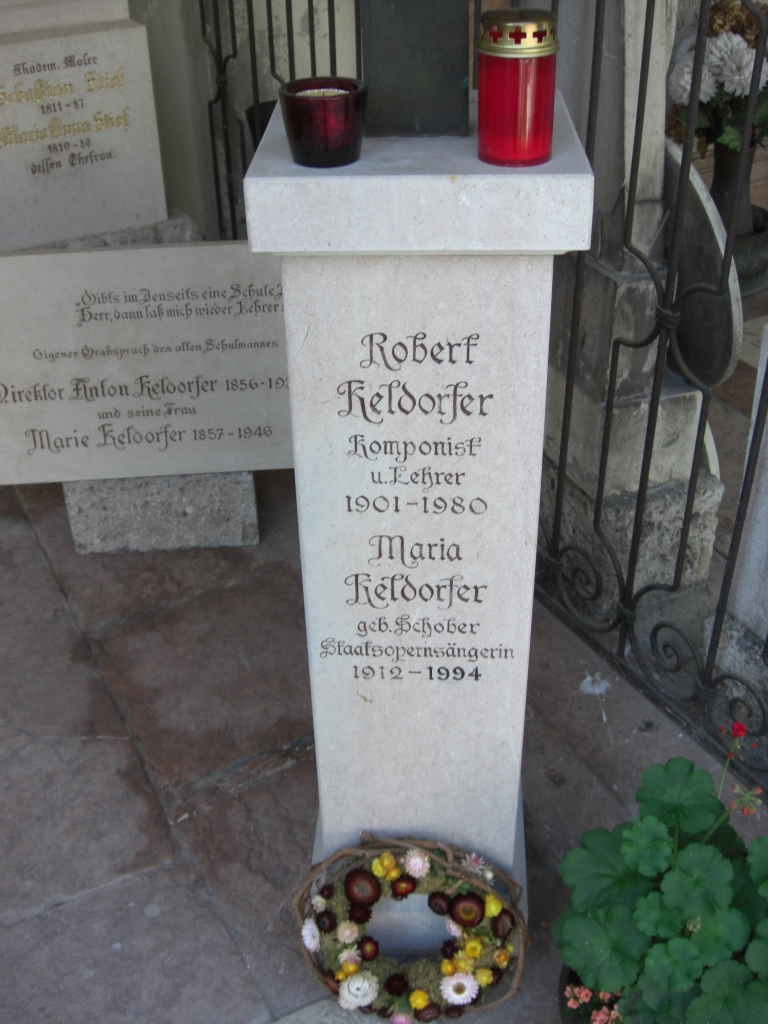
Grab von Robert Keldorfer und Maria Keldorfer, geb. Schober, auf dem Petersfriedhof Salzburg (Gruft Nr. 32)

## Auszeichnungen
- 1972: Ehrenkreuz für Wissenschaft und Kunst
- 1978: Kulturpreis des Landes Kärnten[3]

## Werke
Seine Werke umfassen Orchester- und Kammermusik, Opern sowie Lieder und Chorwerke.
- Verena – Oper in drei Akten (1938)[1][4]
- Nanette – Oper in drei Akten (1941)[1][4]
- Sonate für Viola und Klavier (1964)[4]
- Sonata ritmica – Für Altblockflöte und Klavier (1964)[4]
- Trio für Flöte, Klarinette und Fagott (1965)[4]
- Sonatina facile – Für 2 Violoncelli (1965)[4]
- Concerto für Oboe und Streichorchester (1967)[4]
- Musik für 5 Bläser – Besetzung für Blasorchester: vier Flöten, vier Oboen, vier Klarinetten, vier Fagotte und vier Hörner (1968)[4]
- In Dorf und Land – Kantate nach alten Melodien für Sopran– u. Baritonsolo, Sprecher, Kinderchor und Schulorchester (1968)[4]
- Seltsam im Nebel zu wandern – Für gemischten Chor (1970)[4]
- Klarinetten-Quartett – Für drei Klarinetten und Bassklarinette (1974)[4]
- Quartett für Flöte, Oboe, Klarinette und Fagott (1978)[4]
- Bergsee – Für Gesang und Klavier[4]
- Hopp, hopp, hopp – Bearbeitung des Kinderliedes für ein-stimmigen Chor, zwei Violinen, zwei Xylophone, Flöte und Cello[4]
- Festfanfare – Für vier Hörner, drei Trompeten, drei Posaunen, Basstuba und Pauken[4]